# Hofmeisterella eumicroscopica
Hofmeisterella es un género monotípico de orquídeas epifitas. Su única especie: Hofmeisterella eumicroscopica (Rchb.f.) Rchb.f., es originaria de Sudamérica. 

## Características
Se trata de una planta carnosa, sin tallo. La inflorescencia es axilar y erecta, dando lugar a varias floraciones sucesivas, con flores relativamente grandes de color amarillo, con un brillo púrpura en su base.

## Distribución y hábitat
Esta diminuta orquídea epífitas se produce en los hábitats frescos y fríos de Colombia, Venezuela, Ecuador y Perú, en zonas montañosas de selvas tropicales en alturas entre 1600 y 2400 m s. n. m.

## Taxonomía
Hofmeisterella eumicroscopica fue descrito por Heinrich Gustav Reichenbach y publicado en Annales Botanices Systematicae 3: 563. 1852.
Etimología
Hofmeisterella; nombre genérico nombrado por Heinrich Gustav Reichenbach en honor de Werner Hoffmeister, un profesor alemán de botánica. 
eumicroscopica: epíteto
Sinonimia
- Hofmeistera eumicroscopica Rchb.f., De Pollin. Orchid.: 30 (1852).[2]